# 2,3,3,3-Tetrafluoropropè
El 2,3,3,3-tetrafluoropropè o HFO-1234yf, és una hidrofluoroolefina amb la fórmula CH₂=CFCF₃. Va ser proposat per reemplaçar l'1,1,1,2-tetrafluoroetà (R-134a) com a refrigerant als circuits d'aire condicionat dels automòbils.

## Història
HFO-1234yf va ser desenvolupat per un equip de DuPont, dirigit per Barbara Haviland Minor, que va treballar conjuntament amb investigadors de Honeywell. El seu objectiu era complir la normativa europea a partir de l'any 2011 i exigia que totes les plataformes d'automòbils noves a la venda a Europa utilitzessin un refrigerant al seu sistema d'aire condicionat amb un potencial d'escalfament global (PEG) inferior a 150. Reemplaça l'R-134a, el producte fet servir anteriorment en sistemes d'aire condicionat d'automòbils, que té un PEG de 1 430 sense haver de fer modificacions significatives en les línies de muntatge o en els dissenys de sistemes de vehicles per adaptar-se al producte.

## Obtenció
El compost es pot preparar en diverses etapes, a partir de l'1,2,3-tricloropropà. L'àtom de fluor mitjà s'introdueix per primera vegada mitjançant eliminació i addició posterior. Després de la formació d'un tetraclorofluoropropà per cloració a la llum solar, el compost queda parcialment fluorat. En els últims passos, primer es preparen 3-cloro-2,3,3-trifluoropropè i 3,3-dicloro-2,3-difluoropropè per deshidrohalogenació, que es fan reaccionar amb pentafluorur d'antimoni per donar 2,3,3,3-tetrafluoropropè.
CF₃CFHCFH₂ → CF₃CF=CH₂ + HF

## Propietats
El 2,3,3,3-tetrafluoropropè és un gas inflamable i incolor amb una lleugera olor inherent. A diferència dels hidrocarburs que contenen clor, no esgota la capa d'ozó i, per tant, no la danya. El seu potencial d'escalfament global (PEG) també és baix, inferior a 1. Això contrasta amb altres fluorocarburs com l'1,1,1,2-tetrafluoroetà amb un PEG d'uns 1 500. El motiu d'això rau en la ràpida degradació del 2,3,3,3-tetrafluoropropè, la seva vida mitjana a l'atmosfera és només d'uns dotze dies. Reacciona principalment amb els radicals hidroxil reactius de l'atmosfera, degradant-se primer a fluorur de trifluoroacetil i finalment a àcid trifluoroacètic estable per hidròlisi.

## Usos
A més del diòxid de carboni, el 2,3,3,3-tetrafluoropropè s'utilitza com a substitut de l'1,1,1,2-tetrafluoroetà com a refrigerant en sistemes d'aire condicionat. És controvertit per la seva inflamabilitat i els perillosos productes de combustió fluorur d'hidrogen i fluorur de carbonil.
El 2,3,3,3-tetrafluoropropè forma mescles de gas i aire inflamables i es classifica com a extremadament inflamable. L'interval d'explosió està entre el 6,2 % en volum com a límit inferior d'explosió (LEL) i el 12,3 % en volum com a límit superior d'explosió (UEL). Una segona font ofereix un interval del 6,7% a l'11,7% en volum. La temperatura d'autoignició està entre 400 °C i 405 °C. Quan es crema, s'alliberen fluorur d'hidrogen i fluorur de carbonil {\displaystyle {\ce {COF2}}} tòxics i corrosius.

## Toxicitat
Per inhalació provoca mareig, mal de cap, asfixia, per prevenir-ho utilitzar ventilació i com a primers auxilis, aire fresc i descans. En contacte amb el líquid provoca congelació.